# August Walla
August Walla (* 22. Juni 1936 in Klosterneuburg; † 7. Juli 2001 in Maria Gugging) war ein österreichischer bildender Künstler.
Walla lebte ab 1983 im heutigen Haus der Künstler in Gugging, gegenwärtig Teilinstitution des Art/Brut Center Gugging.
Er zählt neben Johann Hauser und Oswald Tschirtner zu den prominentesten künstlerischen Positionen aus Gugging. Wallas Œuvre wird vor allem unter der Kategorisierung Art Brut rezipiert, die im kunstwissenschaftlichen Diskurs laufend kritisch erörtert wird.

## Leben und künstlerischer Werdegang
Walla wuchs als Einzelkind bei seiner Mutter und Großmutter auf. Seine Mutter kleidete und erzog ihn als Mädchen, um ihm ein späteres Soldatenschicksal zu ersparen. Walla erklärte später, er sei ein „Nazimädchen“ gewesen, das während der sowjetischen Besatzung zu einem „Kommunistendoppelknaben“ umoperiert worden sei. In seinen Werken sind weibliche Figuren oft mit einem Hakenkreuz, männliche hingegen mit Hammer und Sichel markiert.
Bis zu seinem neunten Lebensjahr zeigte er eine normale Entwicklung. Er kam in die Sonderschule. Danach konnte kein Lehr- oder Arbeitsplatz für ihn gefunden werden. Mit 16 Jahren kam er erstmals in stationäre psychiatrische Behandlung, in der er bis zu seinem 20. Lebensjahr verblieb. 16 Jahre später, als seine Mutter erkrankte, kam er wieder in die Psychiatrie.

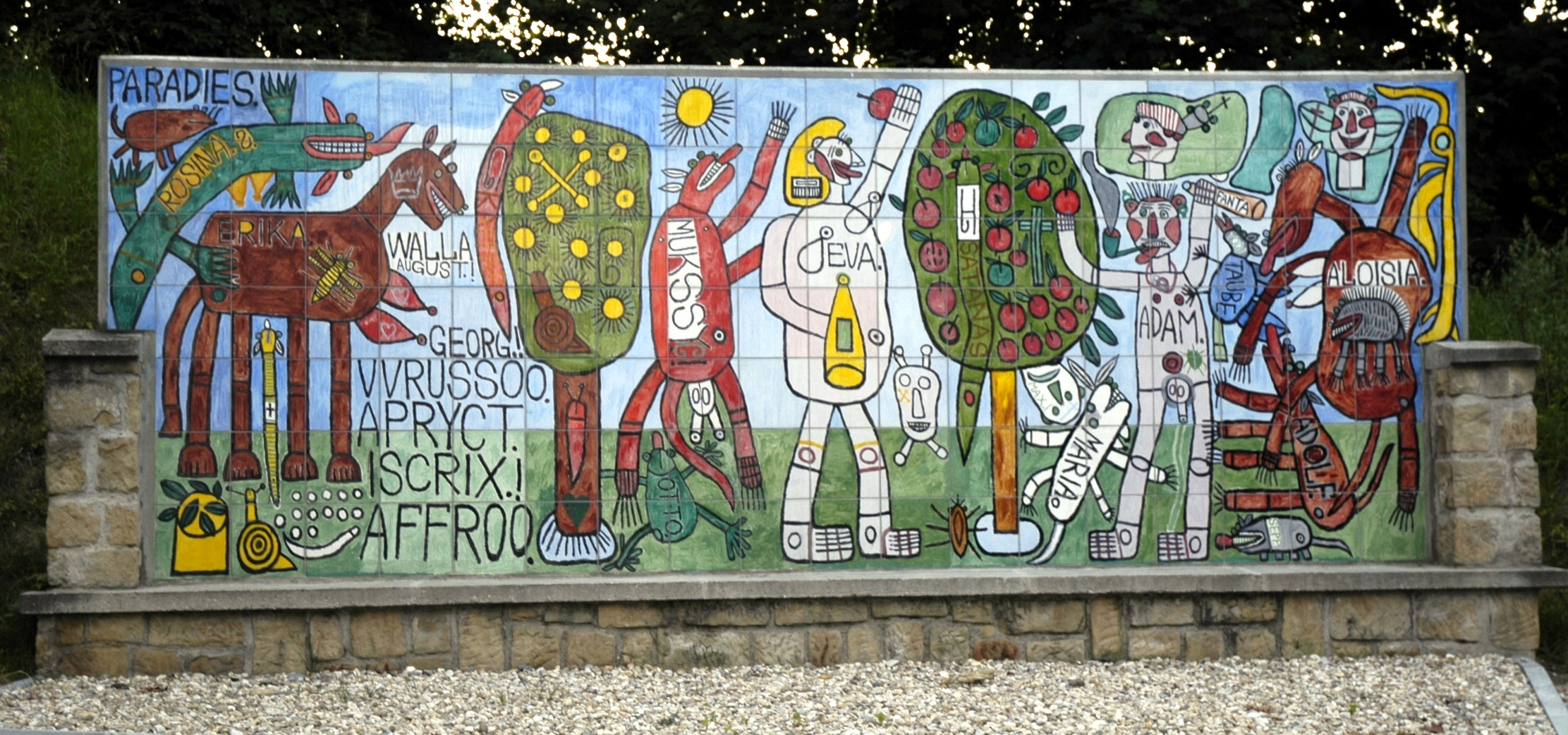
Wandbild von August Walla beim Museum Gugging

Walla arbeitete bereits sehr früh künstlerisch, es finden sich schon zu seiner Schulzeit Aufzeichnungen zu seinen kreativen Tätigkeiten. Er beschäftigte sich mit zahlreichen künstlerischen Medien – als Zeichner, Maler, Schreibender und Photograph. In seiner Kunst vereinnahmte er seine Umgebung, indem er auf Gegenständen (auch an Häusern oder Bäumen) erfundene und existierende Symbole, sowie götterähnliche Wesen malte. Figuren und Symbole finden sich in allen seinen Werken. Er schuf damit einen abgeschlossenen künstlerischen Kosmos mit einer komplexen Mythologie.
August Walla lebte ab 1983 im Haus der Künstler der Niederösterreichischen Landesnervenklinik Gugging in Maria Gugging.
Im Haus der Künstler bemalte Walla die Wände des Zimmers, das er anfangs gemeinsam mit seiner Mutter bewohnte. Walla schuf in diesem Zimmer mächtige Wandmalereien seiner Privatmythologie, die vom Fußboden über die gesamte Decke des Raumes reichen. Heute kann dieses Zimmer als ein musealer Raum des Art/Brut Centers Gugging besichtigt werden. 2025 wurde Wallas Zimmer für die Ausstellung ursprünglich_berührend! gugging goes millstART im Stift Millstatt nachgebaut.

## Rezeption
1986 bemalte August Walla einen Zirkuswagen für André Hellers Kunstprojekt Luna Luna. Weitere Mitwirkende waren unter anderem Keith Haring, Georg Baselitz, Jean Michel Basquiat und Salvador Dalí.
Die renommierte deutsche Punkband EA80 bezieht sich im Stück Gugging ihres 1992 erschienenen Albums Schauspiele auf Wallas Schaffen.
Im September 1994 besuchten David Bowie und Brian Eno auf Vermittlung des ebenfalls anwesenden André Heller das Haus der Künstler in Gugging - sein darauffolgend erschienenes Album Outside bezieht sich in vielfacher Weise auf dieses Erlebnis. 2025 schrieb der Autor und Kulturessayist Uwe Schütte ein Buch über diesen Besuch mit damals entstandenen Fotografien von Christine de Grancy.
Im Jahr 2008 erschien mit The Gugging Album von den Elektronikmusikern Hans-Joachim Roedelius & Kava Fabrique Records eine musikalische Hommage an August Walla und weitere renommierte Künstler aus Gugging, die im Rahmen des neuen Kunst- und Musikfestivals Gugginger Irritationen welturaufgeführt wurden.
Im Herbst 2012 veröffentlichte das Wiener Label Fabrique Records ein Audiobuch in Zusammenarbeit mit Peter Turrini und mit ausgewählten Texten und Briefen von Walla.
Der deutsche Künstler Jonathan Meese bezieht sich immer wieder direkt oder indirekt auf August Wallas Schaffen.

## Auszeichnungen
- 1990: Oskar-Kokoschka-Preis, gemeinsam mit der Gruppe der Künstler aus Gugging.

## Ausstellungen
- Weltenwandler – die Kunst der Outsider. Schirn Kunsthalle Frankfurt, 24. September 2010 – 9. Januar 2011
- august walla.! weltallende. Museum Gugging, 29. März 2012 – 28. Oktober 2012
- fantastische orte.!, August Walla, Leopold Strobl, Karl Vondal, Leonhard Fink, 2024/2025[11]
- ursprünglich_berührend! gugging goes millstART, 2025 im Stift Millstatt[12]